# Hussain Fadhel
Hussain Fadhel (9 de outubro de 1984) é um futebolista profissional kuwaitiano que atua como defensor.

## Carreira
Hussain Fadhel representou a Seleção Kuwaitiana de Futebol na Copa da Ásia de 2015.